# Associació d'Artistes Moderns de Granollers
L'Associació d'Artistes Moderns de Granollers (AAMG) va néixer el 1981, a Granollers, capital del Vallès Oriental, per iniciativa d'un col·lectiu de joves artistes amb l'objectiu de difondre la seva obra i la cultura a través de l'organització d'exposicions i d'una publicació anomenada Els Isards.
Després d'activitats individuals, la primera activitat del col·lectiu va tenir lloc el febrer de 1981 al Museu de Granollers. Va consistir en un cicle d'exposicions titulat "Granollers 81" amb obres de Jordi Benito, Vicenç Viaplana, Josep Franco, Joan Marc, Paco Merino, Xavier Vilageliu, Xavier Vidal, Diosillo, Antoni Saborit, Kiku Mena i Joan Batlles. El cicle es va inaugurar el 3 de febrer amb una performance de Jordi Benito i en les mateixes dates es va posar a la venda el primer número de la revista Els Isards.
Aquesta revista, que comptaria amb la col·laboració de Manel Clot, Jordina Medalla i Ramon Turón, es presentava en la forma d'un sobre que contenia una obra d'un dels membres de l'AAMG acompanyada de creacions de diverses persones de l'entorn cultural de la ciutat i va ser presentada en un acte públic el 26 de març de 1981 en un acte a la llibreria La Gralla.

El membre del grup i reconegut crític d'art Manel Clot explicava el projecte de "Els Isards» de la següent manera:
"Els Isards" significa la projecció exterior d'uns pressupostos mentals pròxims, i que es serveixen dun sostre conuí, per a aixoplugar-se, per a donar a conèixer el treball de cada autor, per a posar un aspecte de la seva obra directament a l'abast del públic sense intermediaris. La justificació del tiratge i la signatura de les peces és la marca registrada, tant pel nombre d'exemplars com per l'originalitat i/o autenticitat de la mà de la qual han sortit, malgrat haver emprat mitjans mecànics de reproducció poc ortodoxes en determinades coordenades mercantils de la producció artística.
L'AAMG i Els Isards van tenir una activitat destacable durant l'any 1981 i el nom de la revista va anar servint per a referir-se també a l'Associació o al grup d'artistes. Aviat els membres del grup "Els Isards" van anar treballant cada vegada de forma més autònoma ja que el projecte no avançava de forma regular i en una entrevista realitzada el 1984 a Kiku Mena ja s'hi fa referència com a grup dissolt.
El 1995 alguns dels antics membres del grup van reunir-se per a reprendre el projecte anomentant-se ara oficialment com a Grup Els Isards. Els sis artistes que recuperaren la iniciativa van ser Joan Batlles, Kiku Mena, Paco Merino, Antoni Saborit, Ramon Turón i Xavier Vilageliu. Aviat s'hi afegirien altres artistes com Jordi Riera o Peyrí. La seva activitat com a grup no és regular però des d'aleshores s'han anat organitzant algunes activitats a Granollers on exposen les seves obres els quatre membres actuals del grup: Batlles, Riera, Vilageliu i Mena.